# Betta anabatoides
Betta anabatoides är en fiskart som beskrevs av Bleeker, 1851. Betta anabatoides ingår i släktet Betta och familjen Osphronemidae. Inga underarter finns listade.